# Подишу (Јаши)
Подишу (рум. Podișu) насеље је у Румунији у округу Јаши у општини Балцаци. Oпштина се налази на надморској висини од 106 m.

## Становништво
Према подацима из 2002. године у насељу је живело 539 становника, од којих су сви румунске националности.